# Хмельники (деревня, Переславский район)
Хмельники — деревня в Переславском районе Ярославской области.

## География
Находится в южной части Ярославской области на расстоянии приблизительно 17 км на северо-запад по прямой от районного центра города Переславль-Залесский.

## История
Деревня была отмечена еще на карте 1808 года. В 1859 году здесь (деревня Переславского уезда Владимирской губернии) было учтено 42 двора, в 1940—122, в 1978 — 36. До 2018 года входила в состав Пригородного сельского поселения.

## Население
Численность населения: 276 человек (1859 год), 22 (русские 100 %) в 2002 году, 20 в 2010.